# Oceanário de Lisboa

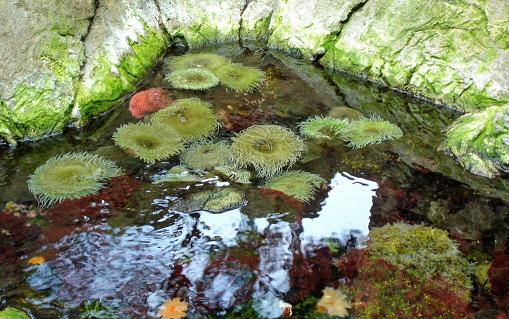
Oceanário de Lisboa: aquário do Oceano Índico.

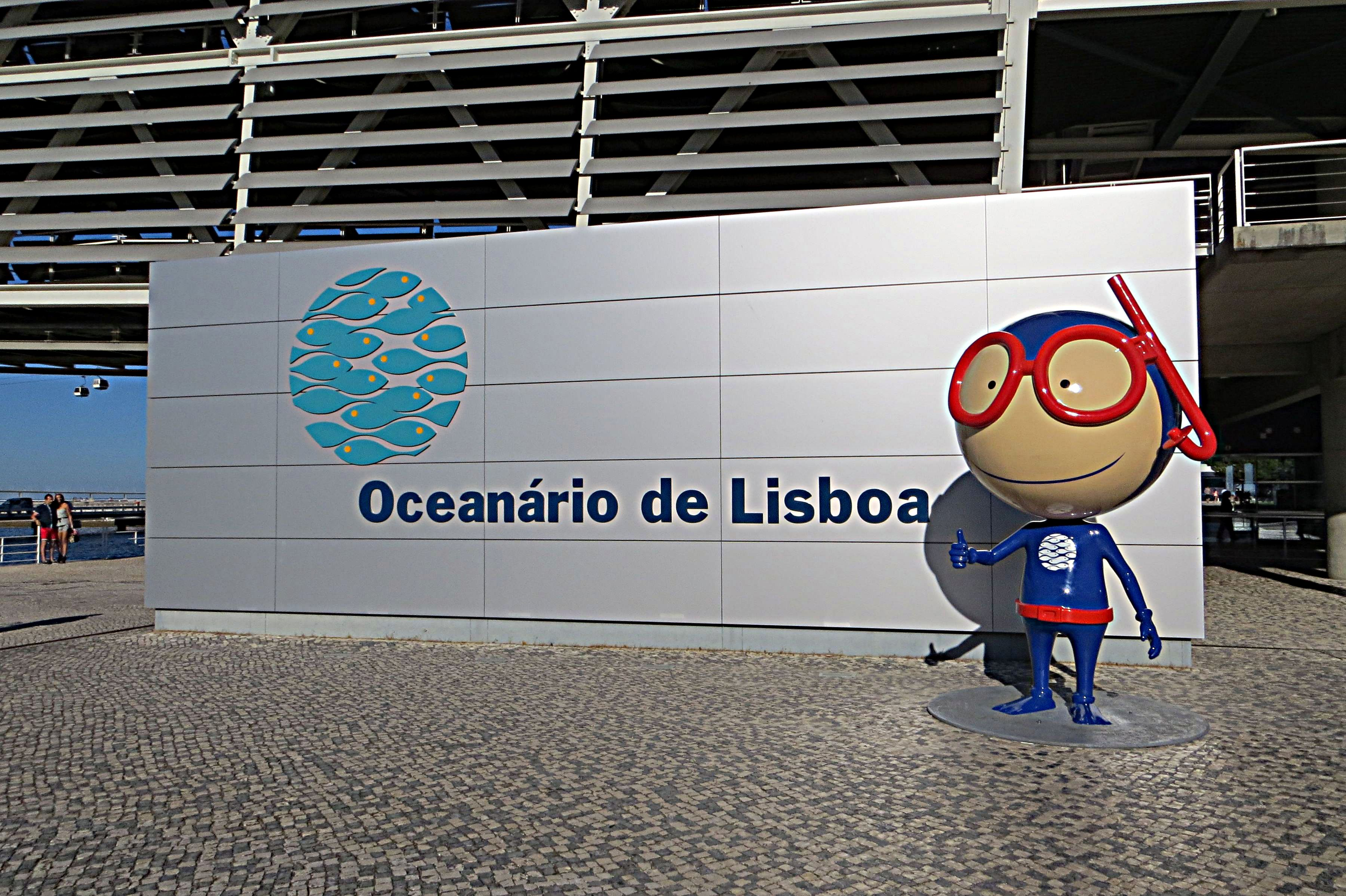
"Vasco", o mascote do Oceanário de Lisboa.

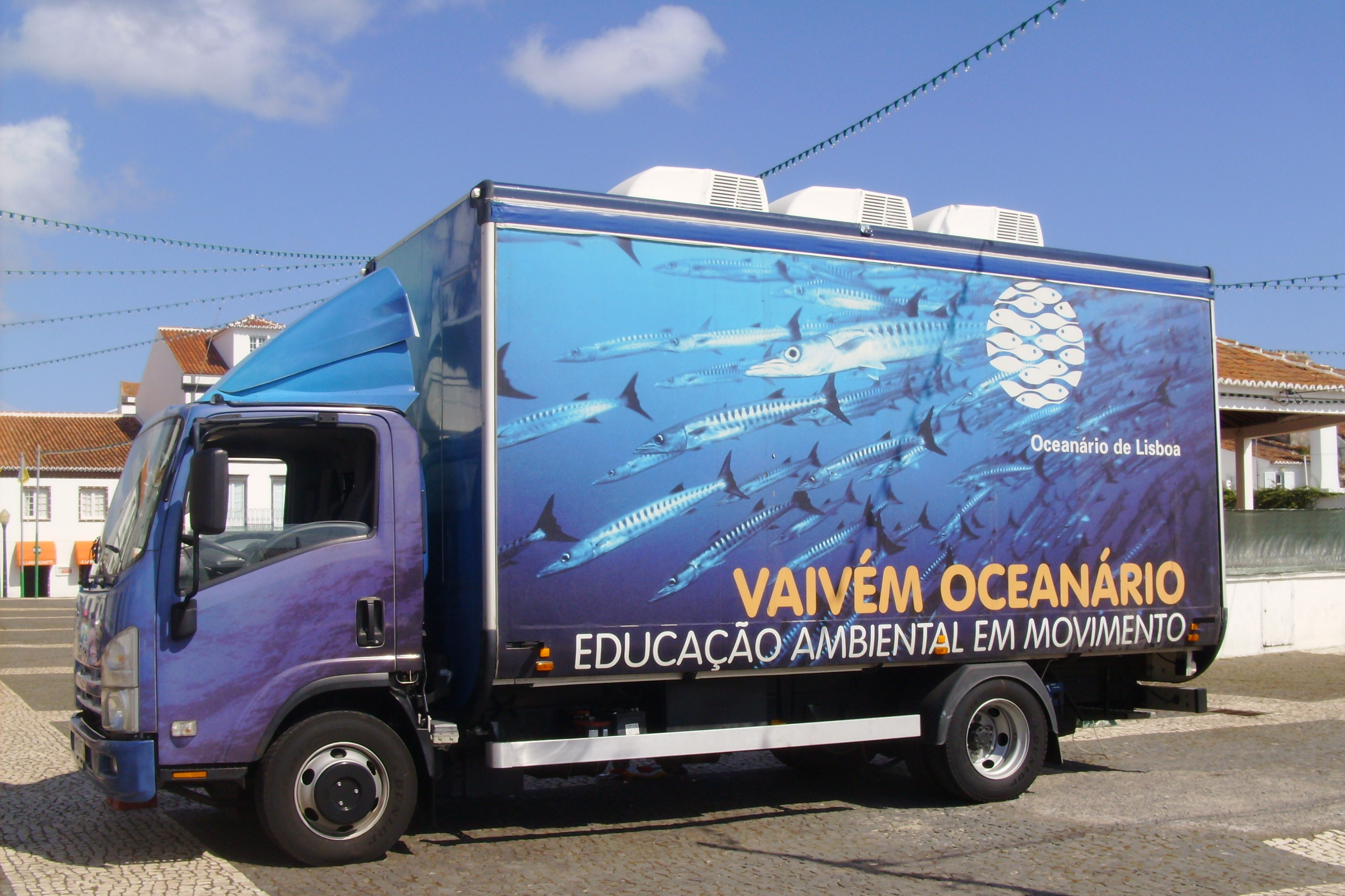
"Vaivém Oceanário", Vila do Porto.

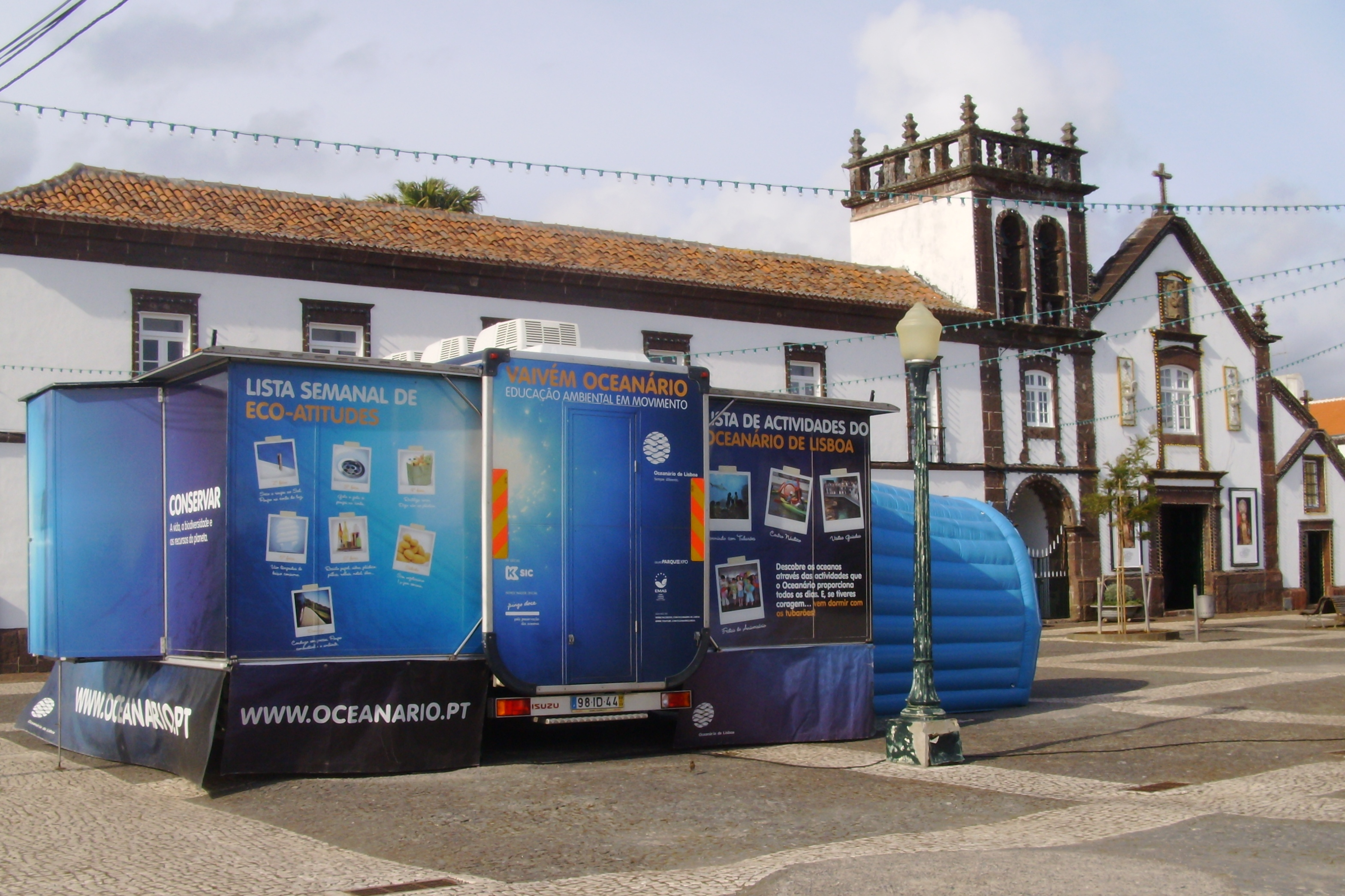
"Vaivém Oceanário" em operação (Vila do Porto).

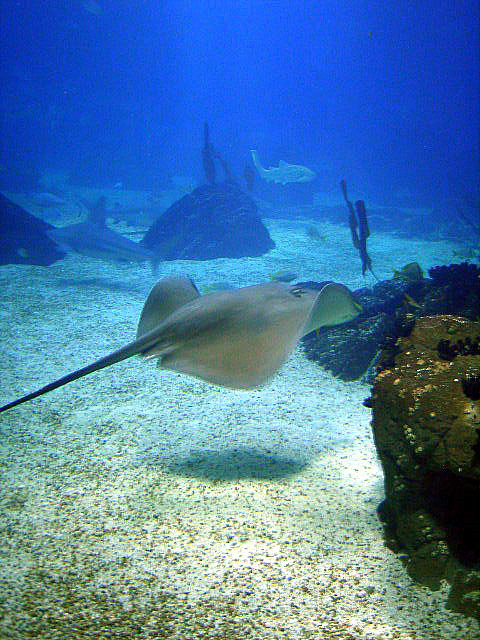
Uma Raia (bathoidea) no tanque central

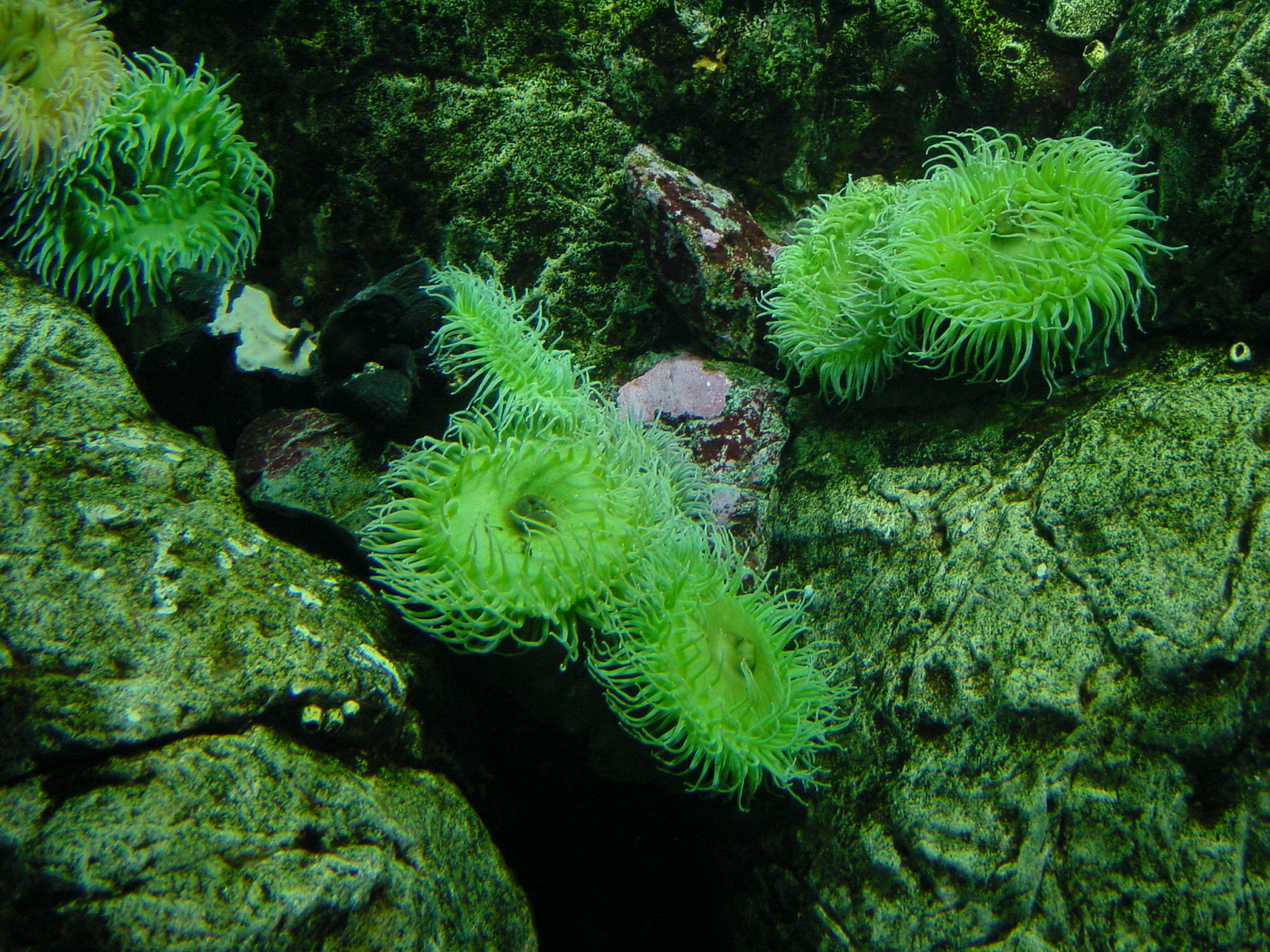

O Oceanário de Lisboa, originalmente Pavilhão dos Oceanos, é um oceanário situado na freguesia do Parque das Nações, na cidade de Lisboa, distrito de mesmo nome, em Portugal. Constitui-se em um aquário público e instituição de pesquisa sobre Biologia marinha e Oceanografia. É o segundo maior oceanário da Península Ibérica, contendo uma extensa coleção de espécies — aves, mamíferos, peixes e outros habitantes marinhos. Em 2017, foi considerado no TripAdvisor como o melhor oceanário do mundo.

## História
Foi construído e inaugurado a 22 de maio de 1998, no âmbito da Expo 98, a última exposição mundial do século XX, com o tema "Os Oceanos, um Património para o Futuro".
Os designs conceitual, de arquitetura e de exibição são do arquiteto norte-americano Peter Chermayeff. O seu pavilhão lembra um porta-aviões e está instalado num cais rodeado de água.
Em abril de 2011, a inauguração de um novo edifício, o "Edifício do Mar", da autoria do arquiteto Pedro Campos Costa, marcou a conclusão do projeto de expansão do Oceanário. As novas instalações aumentaram a oferta da instituição com serviços que reforçam o papel da mesma na promoção do conhecimento dos oceanos. O novo edifício inclui uma área dedicada a exposições temporárias, uma nova área de acolhimento aos visitantes e bilheteiras, um auditório e um restaurante, o "Tejo".
Em 18 de dezembro de 2009 o Oceanário atingiu 14 milhões de visitantes. Em 2010 foi visitado por 951.543 pessoas. Em 2012 havia atingido 16 milhões, constituindo-se em uma referência de cultura, lazer, entretenimento e educação no país. Em 2012, recebeu cerca de 900 mil visitantes, cerca de 320 mil portugueses e 600 mil turistas.
A instituição mantém parcerias com instituições e universidades em projetos de investigação científica e de conservação da natureza. Através do seu Programa de Educação desenvolve ainda, desde junho de 2005, um projeto de responsabilidade social, o "Vaivém Oceanário - Educação Ambiental em Movimento", com a missão de divulgar o Oceanário pelo país, oferecendo experiências educativas de acesso livre, organizadas a pedido dos municípios. Em fins de maio de 2012, o Vaivém visitou o 100º município, o de Vila do Porto, na ilha de Santa Maria, nos Açores, em sua primeira viagem fora do território continental.
A empresa Oceanário de Lisboa, da qual a Parque Expo foi a única accionista, registou um resultado líquido de 975.869 euros em 2012, valor que representa uma quebra de 30,6% em relação ao ano anterior. Também o número de visitantes deste equipamento foi inferior, em 5%, ao de 2011. A concessão a privados do Oceanário de Lisboa era uma das medidas previstas pelo Governo em 2014.
Em abril de 2015, a Parque Expo, empresa pública em liquidação criada para gerir a Expo'98, entregou ao Estado o edifício do Oceanário e um outro de apoio para pagar parte da sua dívida. O montante global da operação foi de 54,2 milhões de euros.
O Oceanário assinalou em 27 de fevereiro de 2016 os 20 milhões de visitantes.

### Privatização
Em julho de 2015 o oceanário foi concessionado por 30 anos.
Foram apresentadas 5 propostas:
- Grupo espanhol Aspro Parks (proprietário do parque de diversões aquáticas Aqualand, em Alcantarilha, no Algarve, entre outros parques europeus)
- Empresa portuguesa Mundo Aquático (gestora do parque algarvio Zoomarine)
- Fundação Francisco Manuel dos Santos (da família Soares dos Santos)
- Grupo francês Compagnie des Alps (administrador de mais de uma dezena de parques de lazer, incluindo o Futuroscope e o Parc Asterix, museus e áreas de esqui)
- Empresa espanhola Parques Reunidos, que gere 56 parques na Europa, nos Estados Unidos e na Argentina.[10]

A Sociedade Francisco Manuel dos Santos, maior accionista do grupo Jerónimo Martins, venceu o concurso de concessão do Oceanário. O Estado conseguiu um encaixe financeiro de 114 milhões de euros.

## Características
Com uma área total de vinte mil metros quadrados, o Oceanário tem cerca de 7.500.000 litros de água divididos por mais de 30 aquários e oito mil organismos, entre animais e plantas, de quinhentas espécies diferentes.
Em seu interior, a principal atração é o aquário central, com 5.000.000 de litros, representando o Oceano Global, onde coexistem várias espécies de peixes como tubarões, barracudas, raias, atuns e pequenos peixes tropicais. Destacam-se ainda mais quatro diferentes aquários que representam, pela sua riqueza natural em termos de fauna e flora, os habitats marinhos do Atlântico Norte (costa dos Açores), do oceano Antártico, do Pacífico temperado (costas rochosas) e do Índico tropical (recife de coral). Separados do aquário central por grandes painéis de acrílico estrategicamente colocados, cria-se a ilusão de estar perante um único aquário.
Atualmente, a exposição permanente celebra a vida na Terra, com uma vasta coleção de seres vivos, evocando a complexa diversidade que habita o oceano global, e o papel deste na equilíbrio e evolução da vida no planeta.
O mascote escolhido do Oceanário de Lisboa é o boneco Vasco (com o mote: "O Vasco é boa onda!"), em referência ao navegador português Vasco da Gama. O "Vasco" encontra-se em dois lugares para "saudar" os visitantes: em frente à entrada principal e na baía em frente ao Oceanário (porto do rio Tejo).

## Trabalho com crianças
Uma das características do Oceanário é o trabalho com crianças, com atividades que ensinam os miúdos a respeitar o mar e as espécies marinhas. Um trabalho de educação ambiental em diversas frentes, com visitas guiadas e atividades como "dormindo com tubarões", "Fado Miudinho", "Férias debaixo d'água", "Ciência sob Investigação" e "Concerto para Bebês".

## Distinções
Considerado um dos melhores aquários públicos do mundo, foi o primeiro no continente a obter as Certificações de Qualidade ISO 9001, ISO 14001 e EMAS ("Eco-Management and Audit Scheme"). Outras distinções incluem:
- 1998 - Prémio Valmor de Arquitetura (Menção honrosa);
- 1998 - Prémio Chiaja Per Le Scienze (Nápoles, Itália);
- 1998 - Um dos "10 Melhores Eventos Científicos em 1998" (revista Time)
- 2005 - Prémio EMAS;
- 2006 - Prémio de Mérito Turístico (Medalha de Prata);
- 2015 - Melhor oceanário do mundo, em Traveler’s Choice do TripAdvisor;[16]
- 2017 - Melhor oceanário do mundo, em Traveler’s Choice do TripAdvisor.[16]

## Lista de espécies do Oceanário

### Tanque central
- Atum-rabilho (Thunnus thynnus)
- Barracuda-gigante (Sphyraena barracuda)
- Besugo (Pagellus acarne)
- Bodião-limpador (Labroides dimidiatus)
- Carapau (Trachurus trachurus)
- Castanheta-azul (Chromis cyanea)
- Castanheta-das-rochas (Abudefduf saxatilis)
- Castanhola-cinzenta (Lutjanus griseus)
- Cavala (Scomber scombrus)
- Charuteiros (Seriola spp.)
- Cirurgiões (Família Acanthuridae)
- Corcovado (Selene vomer)
- Corvina (Argyrosomus regius)
- Donzela-de-três-pintas (Dascyllus trimaculatus)
- Garoupas (Sub-família Epinephelinae)
- Gavião-do-mar (Rhinoptera bonasus)
- Jamanta (Manta birostris)
- Luciano (Lutjanus synagris)
- Manta-diabo (Mobula mobular)
- Moreia-pintada (Gymnothorax favagineus)
- Moreia-verde (Gymnothorax funebris)
- Mulato (Paranthias furcifer)
- Peixe-anjo-rei (Holacanthus passer)
- Peixe-anjo (Chaetodon spp.)
- Peixe-borboleta (Chelmon rostratus)
- Peixe-lua (Mola mola)
- Peixe-morcego (Platax pinnatus)
- Plombeta (Trachinotus ovatus)
- Ratão-águia (Myliobatis aquila)
- Ratão-bispo (Pteromylaeus bovinus)
- Roncadores (Família Haemulidae)
- Safata ou Dourada (Sparus aurata)
- Salema (Sarpa salpa)
- Sargo (Diplodus vulgaris)
- Sarrajão (Sarda sarda)
- Tubarão-corre-costa (Carcharhinus plumbeus)
- Tubarão-de-focinho-negro (Carcharhinus acronotus)
- Tubarão-de-pontas-brancas-de-recife (Triaenodon obesus)
- Tubarão-de-pontas-negras (Carcharhinus limbatus)
- Tubarão-de-pontas-negras-do-recife (Carcharhinus melanopterus)
- Tubarão-touro (Carcharias taurus)
- Tubarão-zebra (Stegostoma fasciatum)
- Xaréus (Caranx spp.)